# Brandy

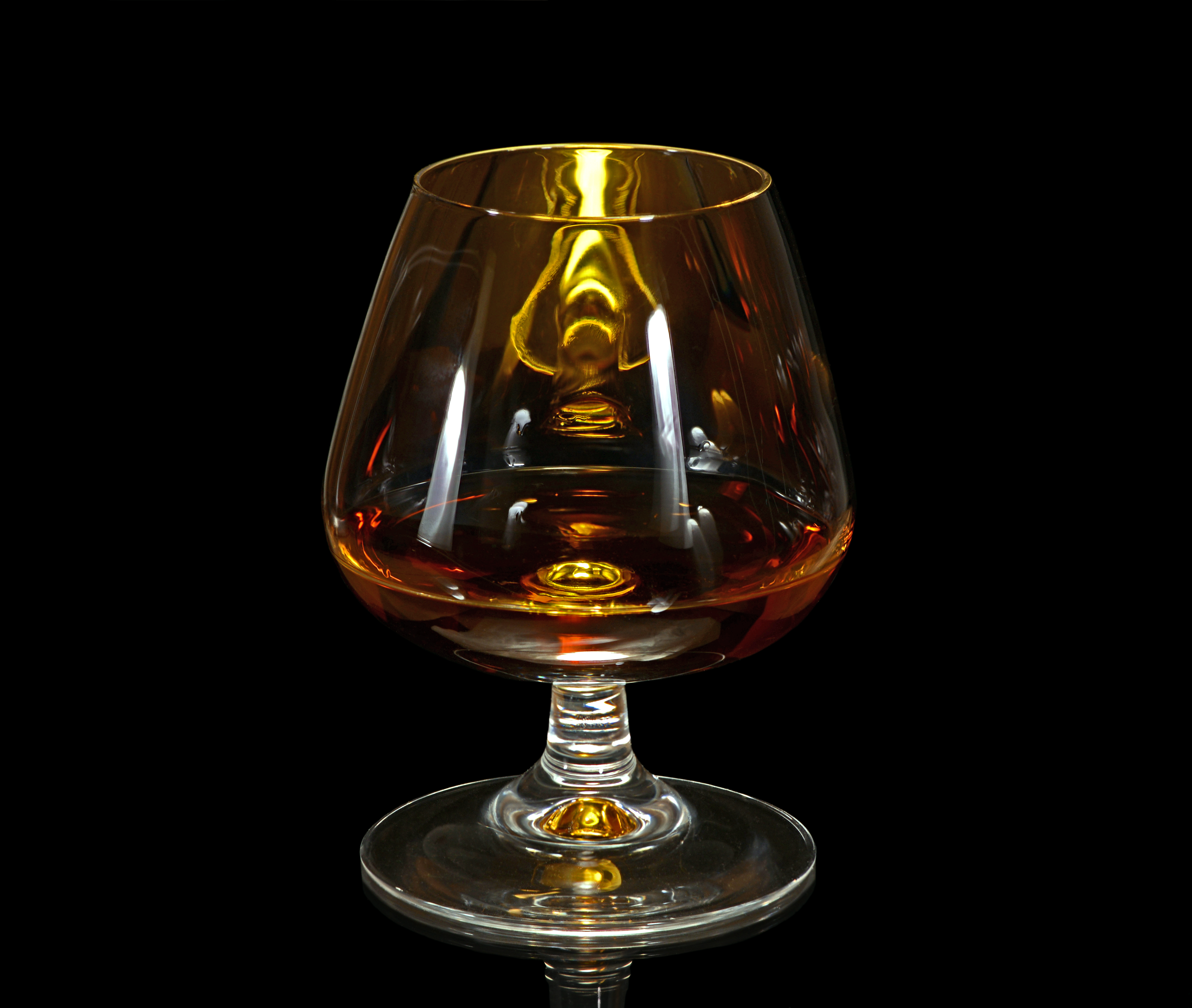
Del Brandy nel suo tipico bicchiere chiamato ballon o snifter

Brandy (/ˈbrɛndi/) è il nome generico dell'acquavite ricavata dalla distillazione del vino, dopo un periodo di invecchiamento in botte; questa denominazione è universalmente impiegata. In alcune zone l'acquavite di vino riceve una denominazione d'origine legata al territorio di produzione (Armagnac, Cognac). Il brandy si può produrre in qualunque paese dove viene coltivata l'uva.

## Etimologia

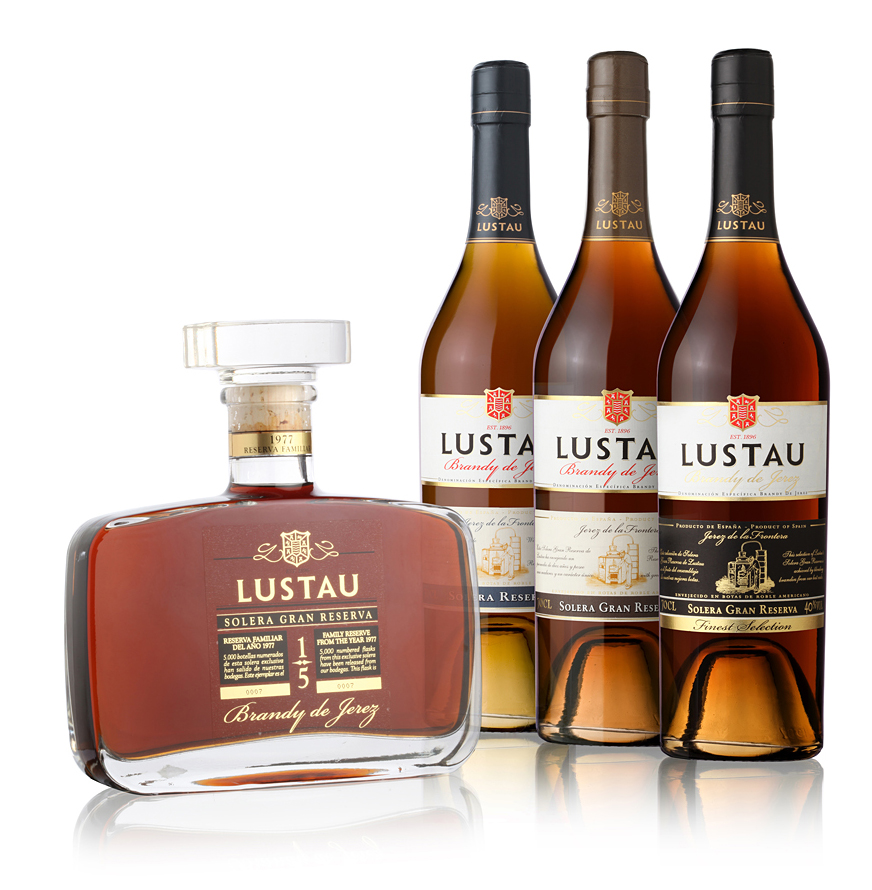
Bottiglie di Brandy de Jerez

L'etimologia della parola viene fatta derivare dall'abbreviazione dell'inglese brandywine, a sua volta tradotto dall'olandese brandewijn, cioè vino bruciato (distillato). Gli olandesi nel XVII secolo erano i più attivi mercanti di vini e di spiriti, e si rifornivano lungo le coste atlantiche, dalla Francia al Portogallo, per esportarli in Inghilterra e in tutto il Nord Europa.
Le prime testimonianze letterarie del termine risalgono al 1622; nella commedia inglese Beggar's Bush attribuita a John Fletcher si leggono le parole «Buy brand wine». Un'altra testimonianza si ritrova nelle Roxburghe Ballads del 1650: «it is more fine than brandewine». Pare quindi che all'epoca il termine fosse già di uso corrente per il distillato di vino. Ancora oggi nel Regno Unito brandy si usa per indicare il cognac.

## Produzione
Il brandy viene prodotto dalla distillazione del vino sano, o guasto ma non acetificato, e da sottoprodotti come vinacce e fecce. Le sue qualità organolettiche derivano dal pregio della materia prima. 

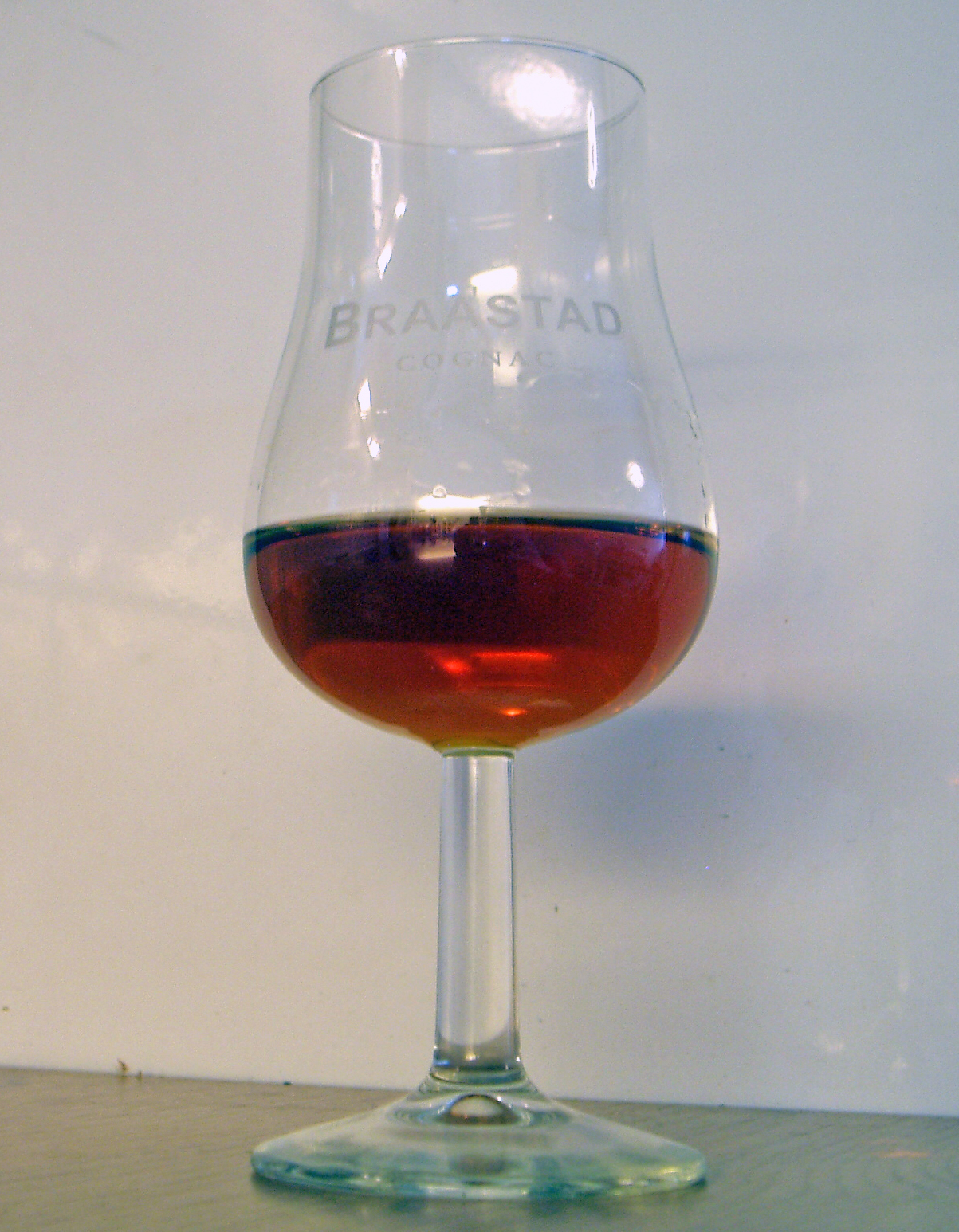
Bicchiere a tulipano per brandy

I vini impiegati possono essere indifferentemente bianchi, rosati o rossi; i distillati migliori vengono ricavati da vini ad alta acidità, scarso tenore alcolico, e aromaticamente neutri; a livello mondiale il vitigno più impiegato è il trebbiano, detto ugni blanc in Francia. I vini non devono contenere solfiti.
Lo strumento per ricavare l'acquavite è l'alambicco, nei tipi continuo o discontinuo. Le tecniche di distillazione sono varie secondo lo strumento impiegato, ma come per altri spiriti vengono scartate le frazioni iniziali (teste) e finali (code), contenenti sapori ed odori sgradevoli. Secondo i metodi se ne ricavano acquaviti da 52% a 72% di alcol, talvolta oltre. La resa ordinaria è di un litro di distillato ogni dieci di vino.
Appena distillata, l'acquavite non è ancora brandy: deve essere sottoposta ad un periodo di invecchiamento in botte, secondo la legislazione del paese di produzione, prima di poter essere imbottigliata, previa filtrazione a freddo. Sono generalmente indicati i tipi di legno permessi, e la durata minima di soggiorno in botte.
Al brandy così prodotto vengono talvolta aggiunti caramello per colorarlo e zucchero per ammorbidirlo; infine viene diluito con acqua distillata alla gradazione voluta. Eccezionalmente il brandy può venire imbottigliato come esce dalla botte (cask strength o grado pieno), dopo un adeguato invecchiamento.

## Degustazione
Il brandy viene abitualmente consumato come digestivo dopo i pasti, o come distillato da meditazione; talvolta accompagnandolo al fumo di un sigaro, o a qualche pezzetto di cioccolato amaro. In Italia ed in Spagna si usa anche come correttore del caffè.
Si serve in bicchieri a forma di uovo tronco, chiamati ballon o snifter o, molto meglio, in bicchieri a tulipano; il brandy non va mai riscaldato con fiamme o calore vivace, né diluito con ghiaccio, per non rovinarne gli aromi, ma il bicchiere può essere scaldato con il calore delle mani (humanizer, dicono i francesi).

## I brandy nel mondo
Il brandy può essere prodotto in qualunque Paese, con i metodi più diversi. Poiché viene distillato dal vino, i Paesi a tradizione vinicola sono i principali produttori ed esportatori di questo tipo di distillato: l'Europa meridionale ed i Paesi del bacino del Mar Nero sono i maggiori produttori mondiali. Di seguito una lista dei brandy più diffusi per provenienza.
| Luogo   | Brandy          | Note                         |
| ------- | --------------- | ---------------------------- |
| Francia | Armagnac        | Guascogna                    |
| Francia | Cognac          | Poitou-Charentes e Aquitania |
| Italia  | Brandy italiano |                              |
| Spagna  | Brandy spagnolo |                              |
| Grecia  | Metaxa          |                              |
| Armenia | Brandy armeno   |                              |

## Cocktail
Il brandy è usato come ingrediente in alcuni cocktail, quando si vuole sostituire il più costoso cognac, per esempio:

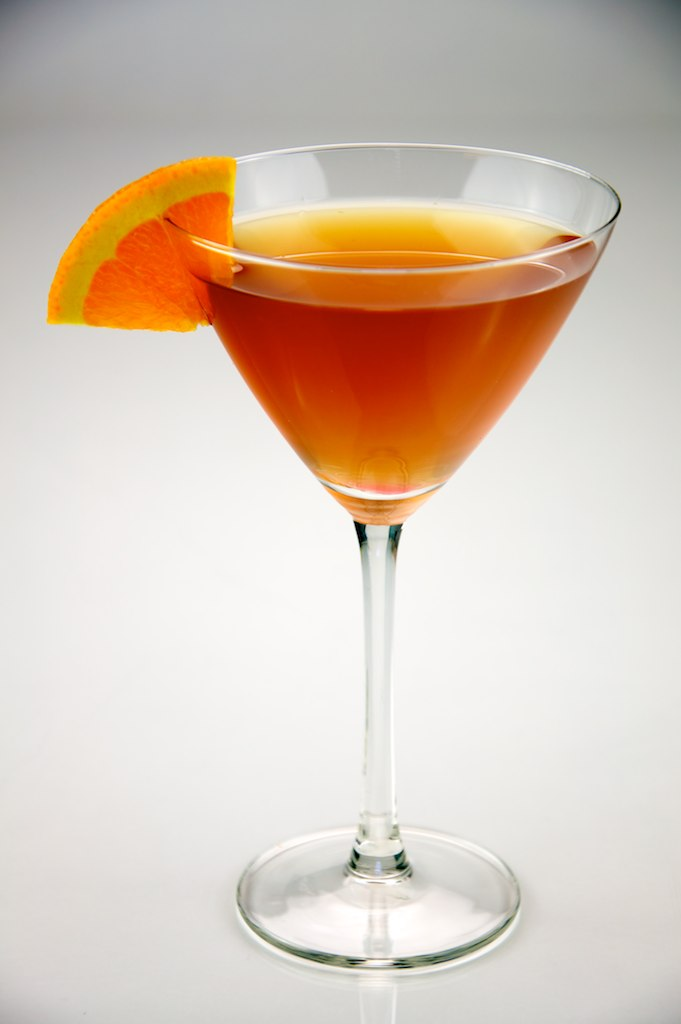
Sidecar cocktail

- Alexander – cocktail a base di brandy o cognac, liquore al cioccolato e panna
- East india – cocktail a base di brandy, sciroppo d'ananas, Maraschino e Curaçao
- Sidecar – cocktail a base di brandy, liquore d'arancia e succo di limone

## Normative
I disciplinari di produzione del brandy variano da Paese a Paese. In Italia, nella UE, nonché in Argentina è possibile produrre brandy solo a partire da acquavite di vino. In Australia, Stati Uniti d'America, Sudafrica ed altre nazioni a vocazione vinicola è invece possibile utilizzare, oltre al vino, anche fecce e vinacce.
Una convenzione italo-francese (28 maggio 1948) stabilì che i termini cognac e armagnac fossero riservati ai soli prodotti francesi le cui aree di produzione sono delimitate da apposite norme. Il termine brandy viene utilizzato per i distillati di vino delle altre zone della Francia e di tutti gli altri Paesi.

## Associazioni di categoria
A livello europeo CEDIVI (Confédération Européenne des Distilleries Vinicoles), fondata dalle Associazioni di categoria e dai principali produttori di alcool vinico di Francia, Italia e Spagna, rappresenta 70 aziende italiane e spagnole che svolgono attività di distillazione di alcol vinico ed il 65% della produzione europea di alcool vinico.
A livello italiano, AssoDistil (Associazione Nazionale Industriali Distillatori di Alcoli e Acquaviti) rappresenta attualmente 60 distillerie industriali, che coprono circa il 95% della produzione nazionale di acquaviti e di alcol da materie prime agricole.